# Eucereon perstriata
Eucereon perstriata är en fjärilsart som beskrevs av George Francis Hampson 1909. Eucereon perstriata ingår i släktet Eucereon och familjen björnspinnare. Inga underarter finns listade i Catalogue of Life.